# Wincenty Koziełł-Poklewski (przemysłowiec)

Grób Wincentego Poklewskiego-Koziełła na cmentarzu Powązkowskim

Wincenty Koziełł-Poklewski, ros. Викентий Альфонсович Поклевский-Козелл, pol. Wikientij Alfonsowicz Poklewski-Koziełł (ur. w 1853, zm. 19 sierpnia 1929 w Warszawie) – polski przemysłowiec w Imperium Rosyjskim, właściciel ziemski, działacz emigracyjny, społeczny, gospodarczy i dobroczynny.

## Życiorys
Był synem przemysłowca górniczego działającego na Syberii – Alfonsa i Anieli z Rymszów. Ukończył gimnazjum, po czym rozpoczął studia prawnicze na uniwersytecie w Sankt Petersburgu. Z powodu choroby był zmuszony je przerwać. Powrócił do rodzinnej posiadłości w Talicy, gdzie został włączony przez swojego ojca przemysłowca Alfonsa Koziełł-Poklewskiego w jego interesy biznesowe. Po jego śmierci w 1890 razem z braćmi prowadził dom handlowy pod nazwą „Spadkobiercy A.F. Koziełł-Poklewskiego”. Posiadał liczne posiadłości ziemskie w różnych guberniach Rosji. Kontynuując rodzinne tradycje, prowadził szeroką działalność charytatywną. Już w 1878 został członkiem petersburskiego towarzystwa sióstr miłosierdzia. Od 1892 należał do petersburskiej rady sierocińców dziecięcych, zaś w 1903 objął funkcję opiekuna sierocińca Jelizawiety i Marii w Sankt Petersburgu. Przeznaczał ponadto duże sumy pieniężne na szkolnictwo, jak szandrinską szkołę ujezdną, krasnoufimską szkołę realną, czy wiatskie gimnazjum męskie. Był członkiem organizacji społecznych. Wspomagał też ludność rodzinnej Talicy na Uralu (np. w 1902, gdy bardzo podrożał chleb, przekazał jej duże ilości ziarna z własnych zapasów, założył też sierociniec dla sierot i klub dla miejscowych robotników). Przewodniczył oddziałowi jekaterynburskiemu Syberyjskiego Banku Handlowego. Wchodził w skład Rady Banku Wołzsko-Kamskiego. Zasiadał w Radzie Państwa Imperium Rosyjskiego, wybrany z grona przemysłowców, w 1906 był przedstawiany jako jeden z trzech Polaków tamże. W tym samym roku był nominowany na stanowisko wiceministra spraw zagranicznych Rosji. W latach 1907–1912 był członkiem Rady Państwowej ds. Handlu. Od 1905 pełnił funkcję sędziego pokoju ujezdu szandrinskiego. Był też sędzią pokoju ujezdu kamyszłowskiego. Do 1917 był jednym z największych przemysłowców w Imperium Rosyjskim, posiadaczem zakładów kopalnianych na Uralu. Wspierał rodaków zarówno zatrudnionych w swoich zakładach, jak też zesłańców na Uralu, rozwijając działalność społeczną i dobroczynną. Członek Rzymskokatolickiego Towarzystwa Dobroczynności w Petersburgu. Działał także na rzecz polskich studentów w Rosji, a w swoim domu gościł polską elitę na emigracji. Po wybuchu rewolucji bolszewickiej jesienią 1917 ewakuował się do Szandrinska. Kiedy Legion Czechosłowacki zajął Talicę, powrócił do rodzinnego miasteczka. W wyniku rewolucji utracił cały swój olbrzymi majątek.
W 1919 przez Władywostok wyjechał do niepodległej Polski. Zamieszkał w Warszawie, gdzie spędził ostatnie lata życia. Zmarł 19 sierpnia 1929. Został pochowany w grobowcu rodzinnym na cmentarzu Powązkowskim w Warszawie.

### Małżeństwo
Jego żoną była Maria (1858–1949), córka ziemianina i generał inżynierii Michała Konstantego Hattowskiego i Malwiny z domu Łapp. Wychodząc za mąż wniosła w posagu dobra w Krasnym Brzegu, w których Wincenty wybudował w latach 1890–93 według projektu architekta Eugeniusza Szrettera neogotycki pałac. Znana szeroko z działalności charytatywnej, m.in. była od 1905 roku przewodniczącą Rzymskokatolickiego Towarzystwa Dobroczynności przy kościele św. Katarzyny w Petersburgu, a podczas I wojny światowej działała w Polskim Towarzystwie Pomocy Ofiarom Wojny. Zmarła w 1949 w Warszawie, pochowana w grobowcu rodzinnym na Starych Powązkach w Warszawie (kwatera 51-5-1). Mieli dzieci: dwóch synów Alfonsa Aleksandra i Stanisława (1902–1978) oraz córkę Marię (1889–1956), po mężu primo voto Chrzanowska, sekundo voto Marynowska.